# Дети — это золото
Дети — это золото (укр. Діти - це золото) — дебютний альбом української співачки Марієтти. До альбому увійшли 10 композицій, а також 2 відеокліпи.
Автором усіх пісень є Д.Сидоров.

## Трек-лист
1. Талисман (Д. Сидоров) 3:30
2. Робертино (Д. Сидоров) 3:34
3. Дети — это золото! (Д. Сидоров) 3:14
4. Кукурудза-денс (Д. Сидоров) 3:11
5. Зимняя (Д. Сидоров) 3:04
6. Песенка моя (Д. Сидоров) 3:51
7. Лунная девчонка (Д. Сидоров) 4:08
8. Пінгвіни (Д. Сидоров) 3:07
9. Тобі (Д. Сидоров) 3:41
10. Дети — это золото! (ремікс) (Д. Сидоров) 3:13

Кліпи
- Тобі
- Дети — это золото!